# Devon Hall
Devon Howard Hall (ur. 7 lipca 1995 w Virginia Beach) – amerykański koszykarz występujący na pozycji rzucającego obrońcy, obecnie zawodnik Oklahoma City Blue. 
W 2018 i 2019 reprezentował Oklahomę City Thunder, podczas letniej ligi NBA.

## Osiągnięcia
Stan na 11 lutego 2020, na podstawie, o ile nie zaznaczono inaczej.
NCAA
- Uczestnik rozgrywek:
  - Elite 8 turnieju NCAA (2016)
  - II rundy turnieju NCAA (2015–2017)
  - turnieju:
    - NCAA (2015–2018)
    - Portsmouth Invitational Tournament (2018)
- Mistrz:
  - sezonu zasadniczego konferencji Atlantic Coast (ACC – 2015, 2018)
  - turnieju ACC (2010, 2011)
- Zaliczony do:
  - I składu:
    - defensywnego ACC (2018)
    - turnieju:
      - ACC (2018)
      - Portsmouth Invitational Tournament (2018)

    - All-ACC Academic Team (2017, 2018)

  - II składu ACC (2018)